# Henryk Błachnio (malarz)
Henryk Błachnio (ur. 19 października 1922 w Kacprówku, zm. 1 maja 2013 w Warszawie) – polski malarz.

## Życiorys
W okresie II wojny światowej był żołnierzem Batalionów Chłopskich. W latach 1946–1954 studiował w Akademii Sztuk Pięknych w Warszawie, był uczniem Felicjana Kowarskiego. W 1955 uczestniczył w Ogólnopolskiej Wystawie Młodej Plastyki „Przeciw wojnie – przeciw faszyzmowi”, tzw. "Arsenale".
Był sygnatariuszem listu osób protestujących przeciwko zmianom w Konstytucji Polskiej Rzeczypospolitej Ludowej (tzw. List 59) (podpisał go w styczniu 1976), sygnatariusz listu do Komisji Nadzwyczajnej Sejmu PRL, w latach 80. uczestniczył w niezależnym ruchu wystawowym.
W 1993 otrzymał Nagrodę im. Jana Cybisa.